# Pseudambassis roberti
Pseudambassis roberti és una espècie de peix pertanyent a la família dels ambàssids.

## Hàbitat
És un peix d'aigua dolça i salabrosa, demersal i de clima tropical.

## Distribució geogràfica
Es troba a Àsia: Myanmar.

## Observacions
És inofensiu per als humans.